# 隣松寺 (岐阜県垂井町)
隣松寺(りんしょうじ)は岐阜県不破郡垂井町宮代にある延命地蔵菩薩を本尊とする臨済宗妙心寺派（龍泉派春浦院下）の寺院で、山号は天德山。南宮大社ゆかりの寺院である。
天暦9年（955年）に源経基が平将門の慰霊と国家安泰の為に建立を始めた。その頃、京都北野で「一夜に松千本生ず」という吉瑞があり、隣松寺と号した。また改元があり、天德元年（957年）に諸堂成就して大法会をおこなった。年号をもって天德山と号して、天台宗の寺院として建立したと伝わる。開基は源経基で開山は不明。時を経るに従い荒廃したが、貞和元年（1345年、興国6年）に不聞契聞が延命地蔵菩薩を安置し、臨済宗円覚寺派の寺院として再興した。慶長15年（1600年）に起きた関ヶ原の戦いにより伽藍が焼亡し失われた。宝永4年（1707年）に臨済宗妙心寺派の峻山惠兆が中興を果たす。江戸時代は南宮大社の神宮寺の一つであり、南宮大社の神領から2石5升が与えられている。その後も幾度か火災に遭っており、妙心寺派となって五世台翁祖休が、古跡の由来が全て失われたことを憂いて、後世に伝わるように書き残したものが唯一残っている。現在の伽藍は2005年（平成17年）に落成したものである。
寺には本尊の地蔵菩薩の他、地蔵堂やおもかる地蔵も祀られている。